# غلداربهن (كليائي)
غلداربهن (بالفارسية: گدارپهن) هي قرية تقع في إيران في قسم کلیائي الريفي. يقدر عدد سكانها بـ 196 نسمة بحسب إحصاء 2016.